# Китайско-пакистанская граница
Длина границы между Пакистаном и Китаем составляет 523 километра.

## Характеристика
Пакистан с Китаем связывает Каракорумское шоссе, проходящее через спорную территорию Гилгит-Балтистан. На этом шоссе расположен сухой порт Суст. Этот город занимает стратегическое положение, через него проходят все пассажирские и грузовые перевозки через пакистано-китайскую границу. В Сусте действует облегчённая таможенная схема, поэтому китайские товары проходят растаможивание здесь и затем развозятся по городам Пакистана.
После открытия сухого порта и таможни в Сусте, ежегодный товарооборот между Китаем и Пакистаном вырос с менее чем 2 миллиардов долларов США в 2002 году до 6,9 млрд долл. США, с перспективой достичь товарооборота в 15 миллиардов $ к 2014 году.